# Прапор Шевченкового (Ізмаїльський район)
Пра́пор села́ Шевче́нкове — офіційний символ села Шевченкового Ізмаїльського району Одеської області. Затверджений рішенням сесії Шевченківської сільської ради від 5 липня 2009 року. Розроблений на основі норм сучасного муніципального прапорництва та за мотивами герба.

## Опис
Прапор являє собою є прямокутне полотнище, розділене косим хрестом із золотими горизонтальними і блакитними вертикальними секторами. Співвідношення сторін не регламентоване, зазвичай використовують полотнища 2:3 або 3:5. Косий хрест символ древа життя, символізує єдність і досконалість. Золотий колір символ сонця — означає справедливість, силу, чистоту, віру, справедливість і милосердя. Блакитний колір, символ духовного неба, втілює красу, славу, честь і чесність.